# O mie
O mie (Nederlands: Duizend) is een single van de Moldavische zangeres Aliona Moon. Het was de Moldavische inzending voor het Eurovisiesongfestival 2013 in Malmö te Zweden. Het haalde in de finale de 11de plaats. Het nummer is geschreven door Iuliana Scutaru en Pasha Parfeny. Die laatste deed in 2012 nog voor Moldavië mee op het Eurovisiesongfestival. Het lied redde het tot de finale. Het kreeg in de finale de 11e plaats.